# Poleski Park Krajobrazowy
Poleski Park Krajobrazowy – park krajobrazowy we wschodniej części województwa lubelskiego. Część jego terenu tworzy otulinę Poleskiego Parku Narodowego.
Park został ustanowiony w 1983 roku. W 1990 roku w jego centralnej części utworzono Poleski Park Narodowy. Od tamtej pory Poleski Park Krajobrazowy składa się z 4 enklaw o łącznej powierzchni 5113 ha. Jego otulina liczy 16 954 ha. Na jego terenie przeważają podmokłe równiny, a także łąki i torfowiska. Obfituje w ekosystemy wodne (ok. 15% jego powierzchni). Znajduje się tu Jezioro Wytyckie, obecnie zbiornik retencyjny. W okolicach wsi Stary Brus zlokalizowany jest kompleks stawów hodowlanych – siedlisko wielu gatunków ptaków. Dużym urozmaiceniem tego nizinnego krajobrazu jest wyniesienie Guz Woli Wereszczyńskiej w jego południowej części. W niektórych, wyżej położonych miejscach znajdują się lasy i pola uprawne. Flora tego obszaru charakteryzuje się dużym nagromadzeniem roślin strefy atlantyckiej. Bogaty jest świat fauny, w szczególności awifauna.